# Trichostema brachiatum
Trichostema brachiatum är en kransblommig växtart som beskrevs av Carl von Linné. Trichostema brachiatum ingår i släktet Trichostema och familjen kransblommiga växter. Inga underarter finns listade i Catalogue of Life.